# Cao Thái Vũ
Cao Thái Vũ (tiếng Trung: 高泰宇, sinh ngày 12 tháng 7 năm 1991, tên thật Diêu Dương) là nam diễn viên, ca sĩ người Trung Quốc. Anh được khán giả biết đến với vai diễn Bạch Xuyên Lẫm trong phim truyền hình Pháp sư vô tâm 2. Năm 2013, anh ra mắt trong cuộc thi Super Boy của đài truyền hình Hồ Nam, Trung Quốc.

## Tiểu sử
Cao Thái Vũ tên thật là Diêu Dương, sinh ra ở Lai Dương, Sơn Đông, Trung Quốc. Anh tốt nghiệp Học viện Nghệ thuật Sơn Đông. Sau đó anh chuyển đến Bắc Kinh sinh sống, và bắt đầu sự nghiệp.

## Hoạt động diễn xuất
Năm 2013, tham gia diễn phim võ hiệp cổ trang Hoàng Phi Hồng giấc mộng anh hùng, diễn Lâm Thế Vinh
Cùng năm, diễn viên chính phim kinh dị Oán Linh, diễn Tiểu Than.
Tháng 12 cùng năm tham dự quay clip giới thiệu nghệ sĩ của Thiên Ngu (EE-Media).
Năm 2014, diễn một nhân viên bán hàng đa cấp trong Tạm thời ở chung, cùng năm, diễn drama Tình yêu xuyên qua ngàn năm (Tỉnh Bách Nhiên, Trịnh Sảng, Trần Tường...), trong phim diễn Hán thành đế Lưu Ngao. Diễn Đinh Đinh trong phim Thành nhân ký 2. Diễn Tần Thủ trong darma Người đại diễn cực phẩm của nữ thần.
Năm 2015, diễn Vì yêu buông tay, vai người chơi bass trong dàn nhạc, Lục Phàm.
Năm 2016, ngày 10 tháng 6 ra mắt bộ phim điện ảnh Chúng ta tốt nghiệp rồi, diễn vai nam chính Tư Dương, đây là vai chính đầu tiên trong sự nghiệp của Cao Thái Vũ. Cùng năm diễn vai Lục Phong trong Song Trình.  Ngày 3 tháng 8 phim hành động khoa học viễn tưởng Cục đặc công bóng đêm được công chiếu, trong phim vai Kim Khả Tể.
Năm 2017, diễn vai Minh Môn trong Tiểu tình nhân. Cùng năm ra mắt với vai Du Triệu trong bộ phim Hiên viên kiếm - Hán chi vân. Diễn vai Bạch Xuyên Lâm trong bộ phim Pháp sư vô tâm 2. Cuối cùng là bộ phim Bảy cái tôi, đây là bộ phim được mua lại bản quyền của bộ phim Hàn Quốc nổi tiếng Kill Me, Heal Me trong vai diễn anh họ Thẩm Đống Kiệt.
Năm 2018, thủ vai chính Tần Minh trong bộ phim Pháp y Tần Minh - phần Bóng ma phía đuôi xe.
" Đâu là đại lục " vào vai Đới mộc bạch
Ngày 09 tháng 01 năm 2019, ra mắt bộ phim Chúng vương giá đáo  trong vai Tần Thượng

## Âm nhạc
Năm 2015, hợp xướng bài hát "Về quê ăn Tết" cùng ca sĩ chung công ty.
Ngày 24 tháng 11 năm 2016 ra mắt ca khúc đầu tiên trong sự nghiệp "Nhớ em thì nói chúc ngủ ngon".
Ngày 14 tháng 01 nàm 2019 ra mắt "Gần thêm chút nữa" cùng Đại Văn Văn, đây là ca khúc chủ đề của bộ phim Chúng vương giá đáo

## Danh sách phim

### Phim truyền hình
| Năm chiếu | Tên phim                            | Vai diễn               |
| --------- | ----------------------------------- | ---------------------- |
| 2013      | Hoàng Phi Hồng giấc mộng anh hùng   | Lâm Thế Vinh           |
| 2013      | Oán Linh                            | Tiểu Than              |
| 2014      | Tình yêu xuyên qua ngàn năm         | Hán thành đế Lưu Ngao  |
| 2014      | Người đại diễn cực phẩm của nữ thần | Tần Thủ                |
| 2017      | Tiểu tình nhân                      | Minh Môn               |
| 2017      | Hiên viên kiếm - Hán chi vân        | Du Triệu               |
| 2017      | Pháp sư vô tâm 2                    | Bạch Xuyên Lẫm         |
| 2017      | Bảy cái tôi                         | Thẩm Đống Kiệt         |
| 2019      | Chúng vương giá đáo                 | Tần Thượng             |
| 2019      | Cùng em đi đến tận cùng thế giới    | Cố Phóng               |
| 2019      | Trả lại thế giới cho em             | Diệp Tề Lỗi(khách mời) |
| 2019      | Chỉ sắc đẹp là không thể đắc tội    | Hàn Thiệu              |
| 2021      | Đấu la đại lục                      | Đới Mộc Bạch           |

### Phim điện ảnh
| Năm chiếu | Tên phim                             | Vai diễn   |
| --------- | ------------------------------------ | ---------- |
| 2015      | Vì yêu buông tay                     | Lục Phàm   |
| 2016      | Chúng ta tốt nghiệp rồi              | Tư Dương   |
| 2016      | Cục đặc công bóng đêm                | Kim Khả Tể |
| 2016      | Song Trình                           | Lục Phong  |
| 2018      | Pháp y Tần Minh: Bóng ma phía sau xe | Tần Minh   |